# Psephotus
Az énekespapagáj (Psephotus) a madarak osztályának papagájalakúak (Psittaciformes) rendjébe, a szakállaspapagáj-félék (Psittaculidae) családjába és a rozellaformák (Platycercinae) alcsaládjába tartozó nem.

## Rendszerezés
A  nembe az alábbi egyetlen faj tartozik:
- Énekes papagáj (Psephotus haematonotus)

Korábban ide soroltak további 4 fajt is, melyeket az újabb rendszerek a Psephotellus nembe különítenek el.
- Aranyosvállú mulgapapagáj (Psephotellus chrysopterygius vagy Psephotus chrysopterygius)
- Csuklyás mulgapapagáj (Psephotellus dissimilis vagy Psephotus dissimilis)
- † Paradicsomi mulgapapagáj (Psephotellus pulcherrimus vagy Psephotus pulcherrimus)
- Sokszínű mulgapapagáj (Psephotellus varius vagy Psephotus varius)

## Külső kategória
- Képek az interneten a Psephotus nembe tartozó fajokról